# Terapia przełomowa
Terapia przełomowa (ang. breakthrough therapy) – określenie stosowane przez amerykańską Agencję Żywności i Leków (FDA) dla nowych leków lub biologicznych produktów medycznych, które wykazują znaczącą przewagę nad istniejącymi metodami terapeutycznymi w leczeniu poważnych lub zagrażających życiu chorób. Leki oznaczone jako terapia przełomowa są preferencyjnie traktowane w procesie zatwierdzania, w celu przyspieszenia wprowadzenia ich na rynek i poprawy dostępności dla pacjentów.

## Wymagania
Oznaczenie przełomowej terapii może być przypisane do leku, jeśli "jest to lek, który jest przeznaczony samodzielnie lub w połączeniu z jednym lub kilkoma innymi lekami do leczenia poważnej lub zagrażającej życiu choroby lub stanu" i jeśli wstępne dowody kliniczne wskazują, że lek może wykazać znaczną poprawę w stosunku do istniejących terapii w jednym lub kilku klinicznie istotnych punktach końcowych, takich jak znaczące efekty leczenia obserwowane we wczesnym stadium rozwoju klinicznego".
Wnioski są rozpatrywane przez Center for Drug Evaluation and Research (CDER) oraz Center for Biologics Evaluation and Research (CBER). CDER otrzymuje około 100 wniosków rocznie o wyznaczenie przełomu. W przeszłości około jedna trzecia z nich była zatwierdzana. CBER otrzymuje 15-30 wniosków rocznie.

## Krytyka
Krytycy twierdzą, że nazwa ta wprowadza w błąd i zapewnia firmom, które uzyskają oznaczenie przełomu dla kandydata na lek, przewagę marketingową, która może być niezasłużona. FDA przyznaje, że nazwa "przełomowa terapia" może być myląca. Nigdy nie miała sugerować, że te leki są rzeczywiście "przełomowe", i nie zapewnia, że zapewnią korzyści kliniczne, ale nadal krytycy skarżą się, że są one oparte na wstępnych dowodach, w tym zmianach w markerach zastępczych, takich jak pomiary laboratoryjne, które często nie odzwierciedlają "znaczącej korzyści klinicznej". Wytyczne FDA stwierdzają: "Nie wszystkie produkty wyznaczone jako przełomowe terapie ostatecznie wykażą się znaczną poprawą w stosunku do dostępnych terapii sugerowaną przez wstępne dowody kliniczne w momencie wyznaczenia. Jeśli oznaczenie nie jest już poparte późniejszymi danymi, FDA może je unieważnić.".